# 日本・フィリピン経済連携協定
日本・フィリピン経済連携協定（にほん・フィリピンけいざいれんけいきょうてい、英語: Agreement Between Japan and the Republic of the Philippines for an Economic Partnership）とは、2008年に日本とフィリピンの間で締結された経済連携協定である。日本法においては国会承認を経た「条約」であり、日本政府による日本語の正式な題名・法令番号は「 経済上の連携に関する日本国とフィリピン共和国との間の協定（平成20年条約第16号）」である。

## 署名・発効までの経緯
2002年1月14日の小泉首相のASEAN諸国訪問における政策演説において、「日・ASEAN包括的経済連携構想」を提案。
2002年5月21日に、小泉首相とアロヨ大統領首相との会談が東京において行われ、アロヨ大統領より小泉首相に対し、日・ASEAN包括的経済連携構想の一環として、日・フィリピン間の経済連携協定締結に向けて作業部会を設置することにつき提案があった。小泉首相より、協定締結を視野に入れつつ関係強化に取り組みたい旨回答。。
2002年8月14日に、日・フィリピン予備協議が東京において開催され、作業部会の立ち上げを決定。
2002年10月18日及び19日に、第1回作業部会がマニラにおいて開催された。
2002年11月25日に、日・フィリピン経済連携第2回作業部会が東京において開催された。
2002年12月4日に、小泉首相とアロヨ大統領との日・フィリピン首脳会談が東京において行われ、「日・フィリピン経済連携に関する共同声明」が首脳会談後発出された。同宣言は、両首脳が「日・フィリピン経済連携の実現のための次の段階が早期に開始されること」を期待する旨述べている。
2003年2月22日及び23日に、日・フィリピン経済連携第3回作業部会がマニラにおいて開催された。
2003年4月21日及び22日に、日・フィリピン経済連携第4回作業部会がマニラにおいて開催され、持続する影響の評価の研究に着手することに合意した。
2003年7月8日及び29日に、日・フィリピン経済連携第5回作業部会がマニラにおいて開催された。
2003年9月26日及び27日に、日・フィリピン経済連携協定合同調整チームの第1回会合がマニラにおいて開催された。
2003年11月13日及び14日に、日・フィリピン経済連携協定合同調整チームの第2回会合がマニラにおいて開催された。
2003年12月11日に、小泉首相とアロヨ大統領との会談が東京において行われ、両首脳は、両国政府が2004年の早期に交渉に入り、日フィリピン経済連携協定のための作業部会及び合同調整チームにおける議論と成果を基礎として、迅速に作業し、合同調整チームが提出した報告書で表明された相互理解とセンシティビティを十分に考慮しつつ、合理的な期間内に日フィリピン経済連携協定を締結することを決定した。
2004年2月4日及び5日の日程でマニラにおいて、日・フィリピン経済連携協定（EPA）交渉の第1回会合が開催され、日本とフィリピンとのEPA交渉が開始された。
2004年4月14日から16日までの日程で東京において、日・フィリピン経済連携協定（EPA）交渉の第2回会合が開催された。
2004年7月5日から7日までの日程でフィリピンのセブにおいて、日・フィリピン経済連携協定（EPA）交渉の第3回会合が開催された。
2004年9月6日から8日までの日程で東京において、日・フィリピン経済連携協定（EPA）交渉の第4回会合が開催された。
2004年10月25日から29日までの日程でマニラにおいて、日・フィリピン経済連携協定（EPA）交渉の第5回会合が開催された。第6回会合は、11月中に、フィリピンにて開催することで調整中とされたが実際には開催されず、大筋合意に達したとの発表がされた。
2004年11月29日、日・フィリピン経済連携協定が、大筋合意に達した旨を共同で発表した。
2006年9月9日、小泉首相とアロヨ大統領とがフィンランドのヘルシンキにおける日・フィリピン首脳会談の際、経済連携協定に署名した。日本のEPAとしてはタイに続いて8カ国目。大筋合意に達した後、正式署名まで2年近く経過していた。
日本における国内手続として、2006年10月13日に、協定の締結承認案件が閣議決定され、同日衆議院へ提出された。国内法の改正については、2006年10月6日に閣議決定された関税暫定措置法の一部を改正する法律案が同日に衆議院へ提出された。
衆議院において、協定の締結承認案件は、外務委員会に付託され、2006年11月10日に委員会で、11月14日に衆議院本会議で可決され、参議院に送られた。賛成会派は、「自由民主党、民主党、公明党、社会民主党・市民連合、国民新党」、反対会派は「日本共産党」であった。
関税暫定措置法の一部を改正する法律案は、財務金融委員会に付託され、2006年11月10日に委員会で、11月14日に衆議院本会議で可決され、参議院に送られた。賛成会派は、「自由民主党、民主党、公明党、社会民主党・市民連合、国民新党」、反対会派は「日本共産党」であった
参議院において、協定の締結承認案件は、外交防衛委員会に付託され、協定は、2006年12月5日に委員会で、12月6日に参議院本会議で可決され、署名後3月で国会の承認がされた。賛成会派は、「自由民主党、民主党・新緑風会、公明党、社会民主党・市民連合、国民新党」、反対会派は「日本共産党」であった。
関税暫定措置法の一部を改正する法律案は、財務金融委員会に付託され、2006年11月30日に委員会で、12月1日に参議院本会議で可決され、成立した。賛成会派は、「自由民主党、民主党・新緑風会、公明党、社会民主党・市民連合、国民新党」、反対会派は「日本共産党」であった。
フィリピンにおいては、国際条約は上院の3分の2の賛成で承認される。2007年8月に協定は、アロヨ大統領により上院に送付されたが、看護師又は介護福祉士の処遇の問題、有害廃棄物が関税撤廃リストにあること等により上院の審議は難航した 。有害廃棄物については2007年5月22日に日フィリピンの外務大臣間で「バーゼル条約に従って、両国の国内法で定められ、また禁止される有害廃棄物は、日本からフィリピンに輸出されない」ことを確認する書簡を交換し、さらに協定が「日比EPAのいかなる規定も、フィリピン共和国憲法の改正を求めていない。」ことを確認する書簡を2008年8月22日に交換するなどして2008年10月8 日、フィリピン上院は賛成 16・反対 4 により批准に同意した。
両国による国内手続の終了を受けて2008年11月11日に経済上の連携に関する日本国とフィリピン共和国との間の協定（日・フィリピン経済連携協定）の効力の発生に関する外交上の公文の交換が、マニラにおいて行われた。
発効は 2008年12月11日。

## 概要
日本は、農林水産品については、バナナ（生鮮、小さい種類のもの）（10年間で関税撤廃）、その他の種類も関税削減、パインアップル（生鮮、900g未満のもの）の関税割当（枠内無税（1年目1000トン→5年目1800トン）、水産物：キハダマグロ、カツオ（協定発効後5年間で関税撤廃）等を行う 。
日本は、ほぼ全ての鉱工業品につき10年以内に関税撤廃（鉄鋼（日本からの輸出量の60％以上について関税を即時撤廃）、自動車（現地組立車用部品のうち比で生産されていないものは関税即時撤廃、その他の部品は即時～10年以内に関税撤廃。 3000cc超の乗用車・バス・トラック等は原則2010年、遅くとも2013年に関税撤廃、3000cc以下の乗用車は段階的な関税削減の後2009年に再協議 ）などを獲得している。
また日本のEPAとして始めて人の移動について規定し特に「看護師又は介護福祉士」の受け入れが規定された。